# Johann Gottfried Seume

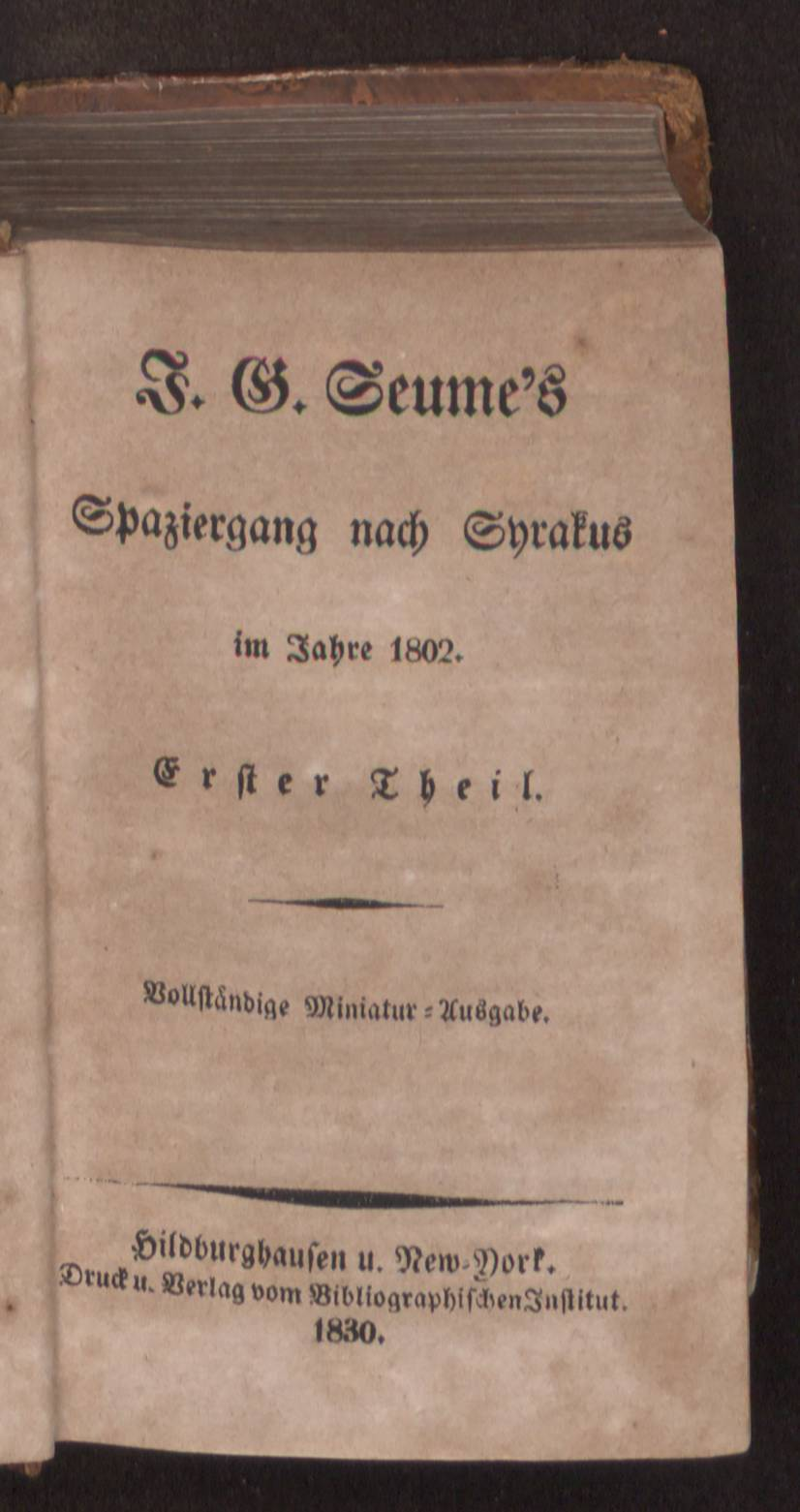
Spaziergang nach Syrakus im Jahre 1802, 1830-1841

Johann Gottfried Seume (Poserna, 29 gennaio 1763 – Teplice, 13 giugno 1810) è stato uno scrittore tedesco.

## Biografia
Seume studiò a Borna e all'Università di Lipsia, interessandosi di teologia. Studiò anche lingue straniere e divenne il tutore di Iosif Igelström, che seguì a Varsavia nel 1792. Nel 1796 tornò a Lipsia e cominciò a lavorare per l'editore Göschen.
Nel dicembre del 1801, intraprese il suo celebre viaggio a piedi in Sicilia, descritto nel suo Spaziergang nach Syrakus (Passeggiata a Siracusa). Alcuni anni dopo, visitò la Russia, la Finlandia, la Svezia e la Danimarca e descrisse l'esperienza in Mein Sommer im Jahr 1805.
Morì il 13 giugno 1810 a Teplice.

## Opere
- (DE) Johann Gottfried Seume, Spaziergang nach Syrakus im Jahre 1802. 1, Miniatur-Bibliothek der Deutschen Classiker 103, Hildburghausen und New York, Bibliographisches Institut, 1830. URL consultato il 4 maggio 2016.
- (DE) Johann Gottfried Seume, Spaziergang nach Syrakus im Jahre 1802. 2, Neue Miniatur-Bibliothek der Deutschen Classiker 66, Hildburghausen & Philadelphia, Bibliographisches Institut, 1840. URL consultato il 4 maggio 2016.
- (DE) Johann Gottfried Seume, Spaziergang nach Syrakus im Jahre 1802. 3, Neue Miniatur-Bibliothek der Deutschen Classiker 67, Hildburghausen & Philadelphia, Bibliographisches Institut, 1840. URL consultato il 4 maggio 2016.
- (DE) Johann Gottfried Seume, Spaziergang nach Syrakus im Jahre 1802. 4, Neue Miniatur-Bibliothek der Deutschen Classiker 68, Hildburghausen & Philadelphia, Bibliographisches Institut, 1840. URL consultato il 4 maggio 2016.
- (DE) Johann Gottfried Seume, Spaziergang nach Syrakus im Jahre 1802. 5, Neue Miniatur-Bibliothek der Deutschen Classiker 69, Hildburghausen & Philadelphia, Bibliographisches Institut, 1840. URL consultato il 4 maggio 2016.
- (DE) Johann Gottfried Seume, Spaziergang nach Syrakus im Jahre 1802. 6, Neue Miniatur-Bibliothek der Deutschen Classiker 70, Hildburghausen & Philadelphia, Bibliographisches Institut, 1841. URL consultato il 4 maggio 2016.